# Ельня (заказник)
Е́льня (бел. Ельня) — ландшафтный заказник республиканского значения в Белоруссии. Располагается на территории преимущественно Миорского и части Шарковщинского районов Витебской области. Организован в 1968 году. Входит в список Рамсарских угодий Белоруссии.

## Цель создания
Гидрологический заказник Ельня был создан в 1968 году с целью сохранения болотного массива Ельня и его характерной растительности в первозданном виде. После 2007 года его площадь составляет 25 301 га. К настоящему времени статус заказника изменён с гидрологического на ландшафтный.
С 2002 года заказник Ельня входит в список Рамсарских угодий Белоруссии.

## Природа
Охраняемая территория находится в пределах Полоцкой низменности и представляет собой верховое кустарниково-сфагновое болото, кое-где поросшее сосняком с примесью ели и берёзы. По территории разбросано около 30 озёр, сильно подверженных дистрофикации. Самые крупные из них — Ельно, Чёрное, Долгое.
Флора заказника насчитывает свыше 400 видов растений, среди которых есть редкие виды, занесённые в Красную книгу Республики Беларусь.
На территории обитает множество птиц, как останавливающихся во время миграций, так и постоянно гнездящихся на болотах.